# Phantom Power (film)
Pour les articles homonymes, voir Phantom Power.
Pour plus de détails, voir Fiche technique et Distribution.
Phantom Power est un film français réalisé en 2014 par Pierre Léon et sorti en 2016.

## Fiche technique
- Titre : Phantom Power
- Réalisation : Pierre Léon
- Photographie : Pierre Léon
- Son : Maxence Dussère
- Montage : Pierre Léon
- Production : Pierre Léon
- Pays d'origine :  France
- Durée : 77 minutes
- Date de sortie : 18 mars 2016

## Sélection
- Viennale 2014